# Château Pichon-Longueville
Ne doit pas être confondu avec Château Pichon Longueville Comtesse de Lalande.
Château Pichon-Longueville (appelé également Château Pichon Baron afin d'éviter la confusion avec le Château Pichon Longueville Comtesse de Lalande)  est un domaine viticole de 73 ha situé à Pauillac en Gironde. Son vin, en appellation pauillac, est classé deuxième grand cru dans la classification officielle des vins de Bordeaux de 1855.

## Histoire

### Château Pichon-Longueville
En 1689, Pierre Desmezures de Rauzan, négociant en vins et régisseur des domaines de Latour et de Margaux, achète des vignes à Pauillac pour y créer l'Enclos Rauzan. Quand sa fille Thérèse épouse en 1694 Jacques Pichon, baron de Longueville, les vignes entrent dans la dot. Le domaine prend alors le nom de Pichon Longueville.
En 1850 après la mort du propriétaire, le baron Joseph Pichon de Longueville (1760-1849), le domaine Pichon-Longueville est partagé entre le baron Raoul Pichon (1787-1864), donnant naissance au domaine de Pichon Baron, et ses trois sœurs, donnant naissance au domaine Pichon Comtesse.

### Château Pichon-Baron
En 1851, Raoul Pichon fait construire le château sur le domaine. Puis, désirant transmettre le château Pichon-Baron à un héritier mâle de la branche des Pichon-Parempuyre, Raoul Pichon adopte Alexandre-Raoul de Pichon-Longueville (1838-1902).

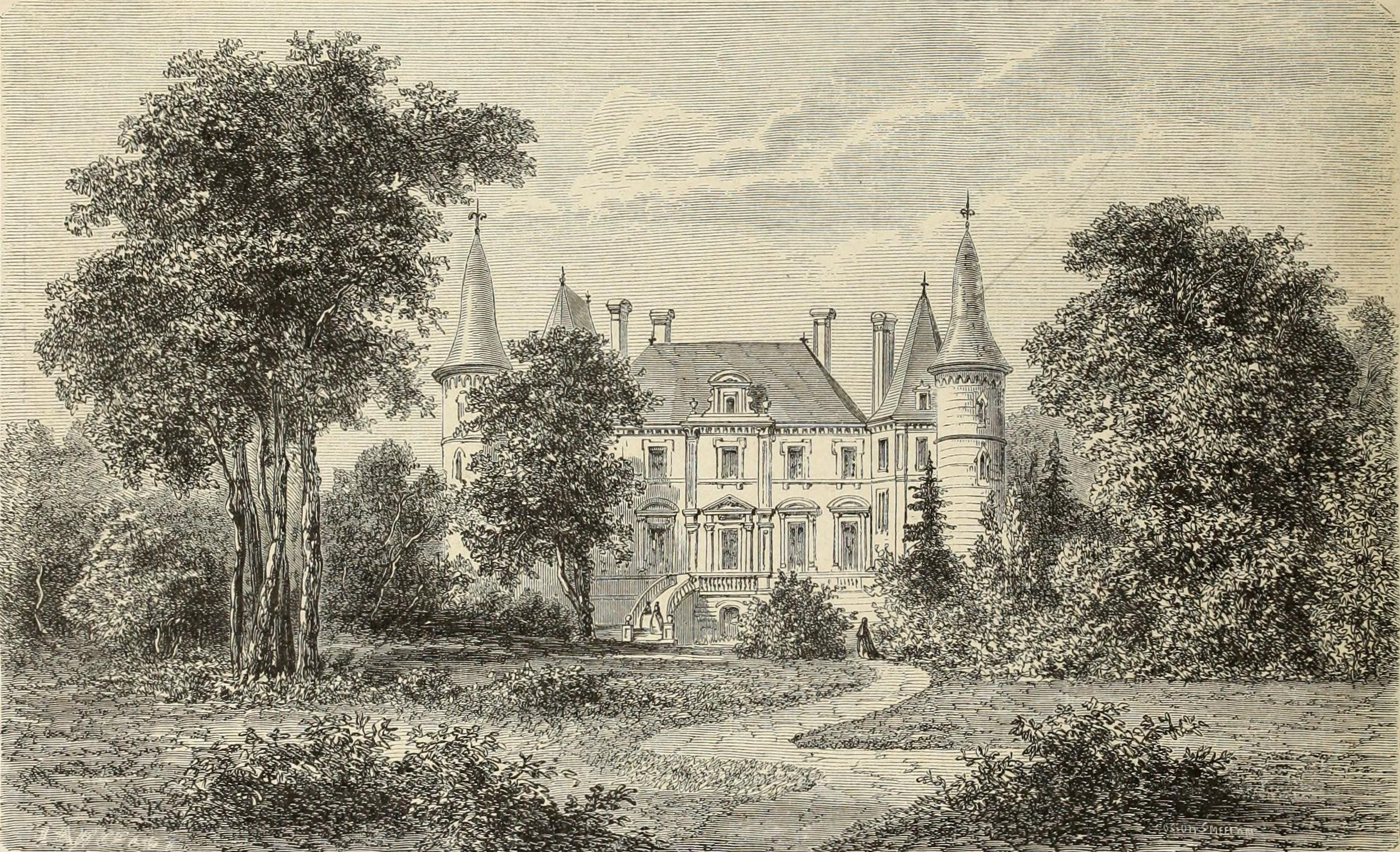
Le château en 1868.

Le Centre Georges-Pompidou lance en 1988 un projet pour le redéploiement architectural de ce domaine viticole dont le lauréat fut l'architecte Jean de Gastines, avec un associé Patrick Dillon. Il appartient aujourd'hui au groupe AXA Millésimes.

## Terroir
L'encépagement de Pichon-Longueville est de 60 % cabernet sauvignon, 35 % merlot, 4 % cabernet franc, 1 % petit verdot avec des vignes de 30 ans de moyenne d'âge.

## Vins
Depuis 1986, le château Pichon Baron produit également un second vin, Les Tourelles de Longueville.
Depuis 2012, le château produit également un autre vin, les Griffons de Pichon Baron

Le château Pichon-Longueville en images
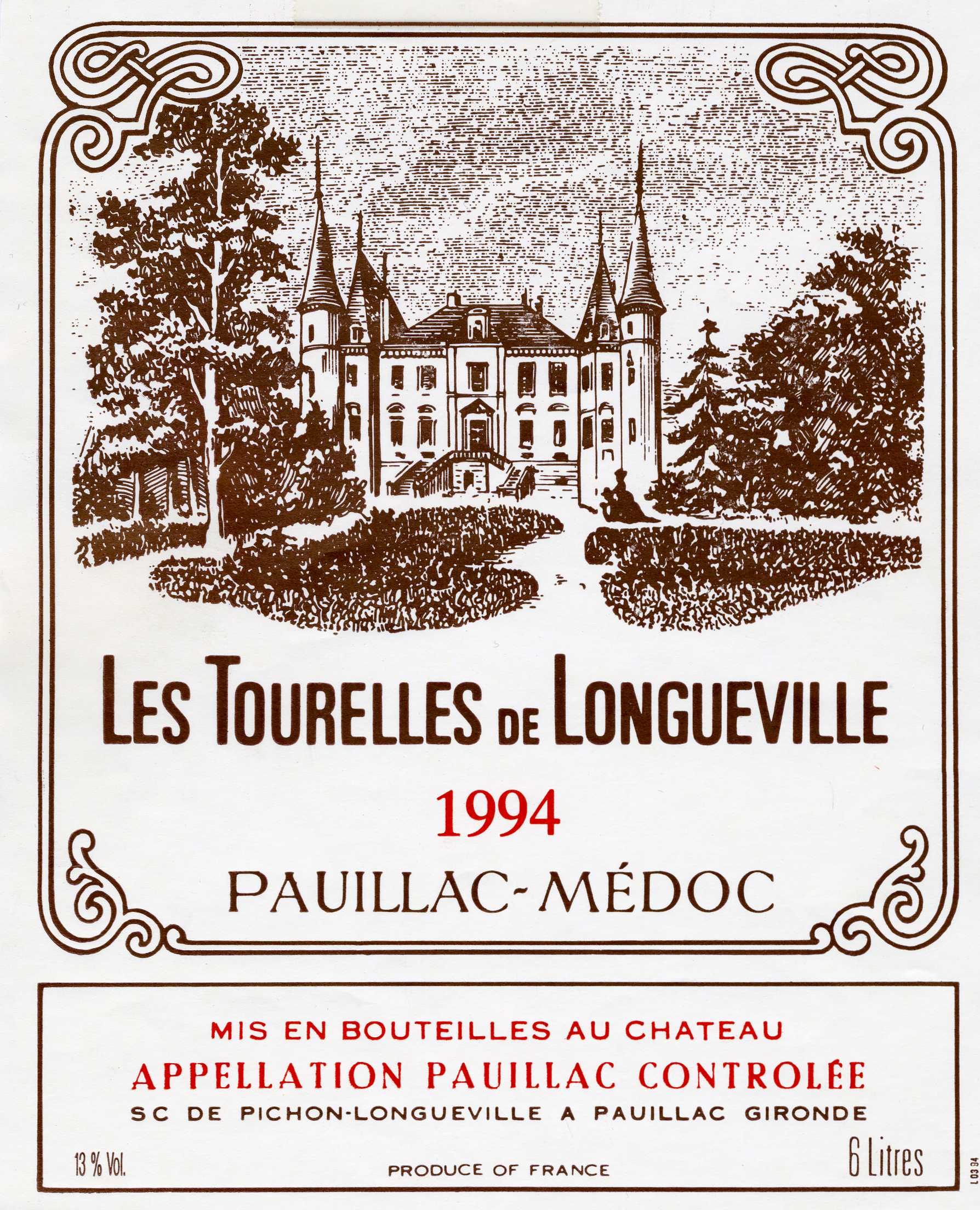
Les Tourelles de Longueville (le second vin).
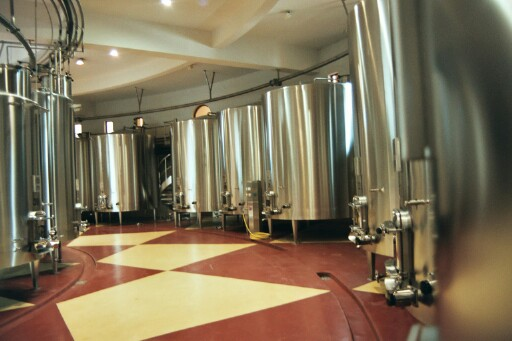
La vinification en cuves inox.
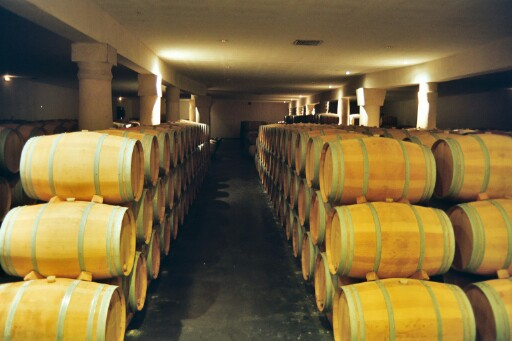
L'élevage en fûts de chêne.
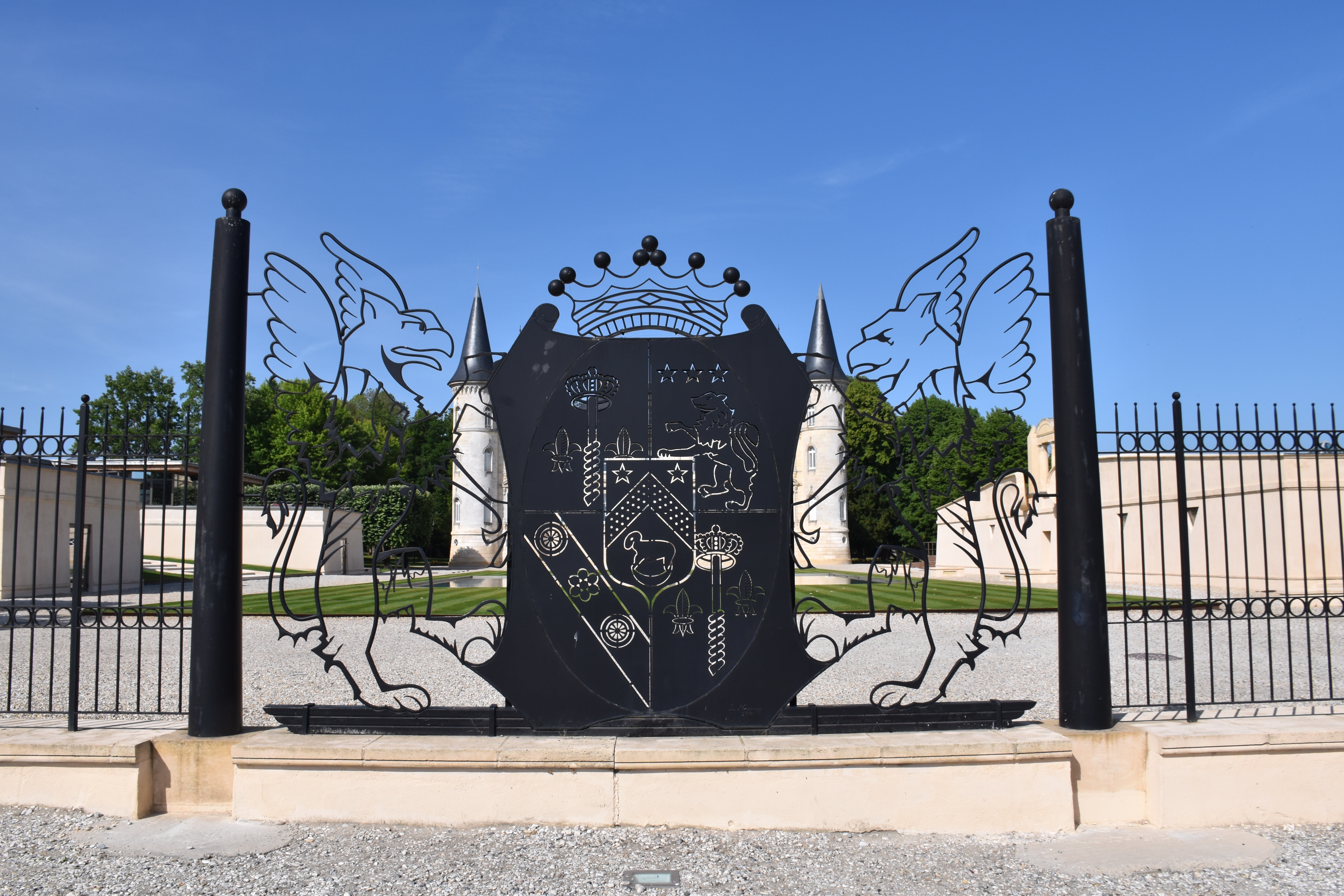
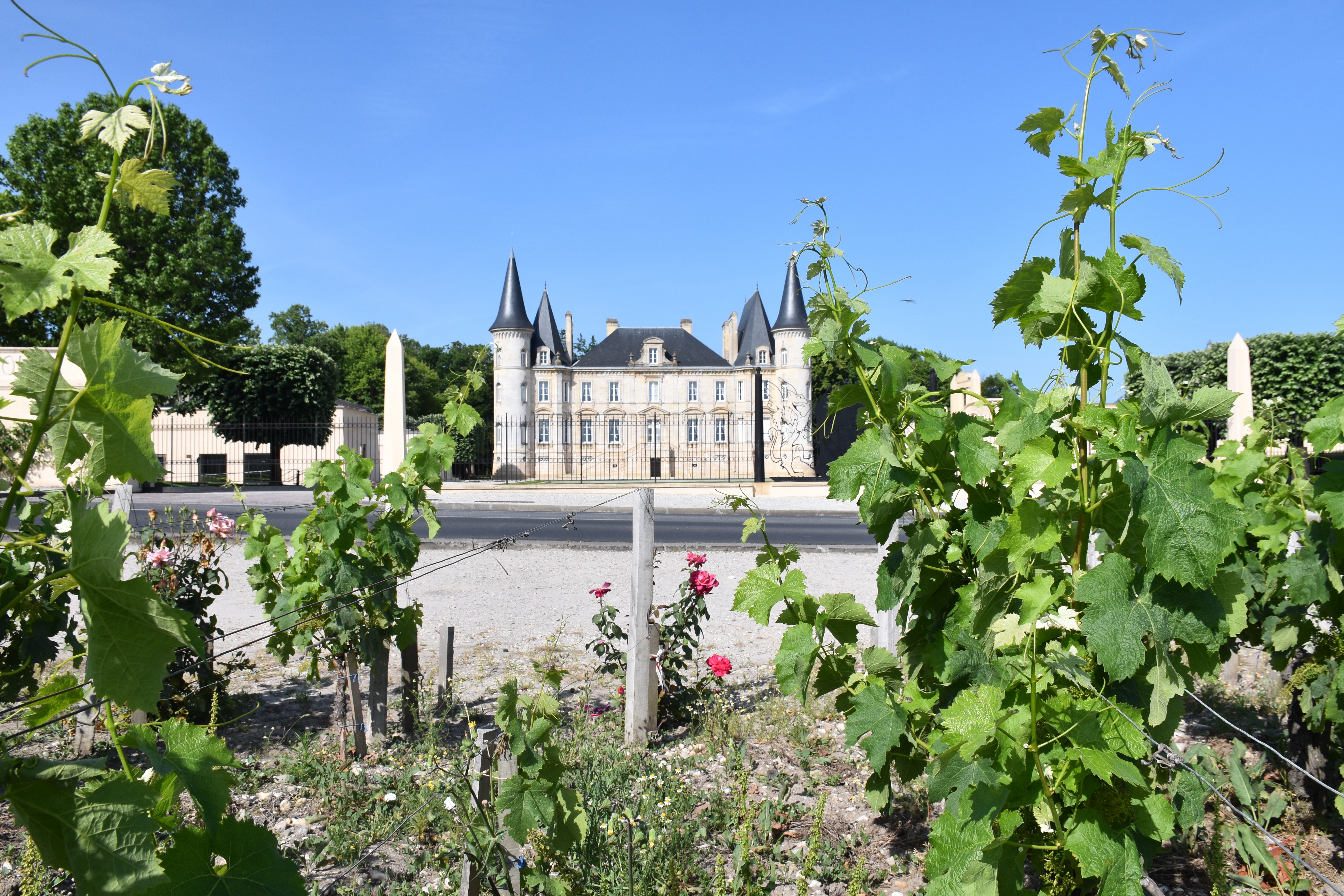